# Farewell
 Farewell  — шостий студійний альбом голландського гурту Clan of Xymox, випущений німецьким лейблом «Pandaimonium Records», у 2003-му році.

## Композиції
1. Farewell (5:23)
2. Cold Damp Day (6:04)
3. There's No Tomorrow (7:10)
4. Dark Mood (6:20)
5. One More Time (6:10)
6. Into Extremes (5:48)
7. It's Not Enough (6:51)
8. Courageous (5:15)
9. Losing My Head (5:10)
10. Skindeep (4:59)

## Над альбомом працювали
- Оформлення — Mojca
- Мастеринг — Dierk Budde
- Автор музики та слів — Ronny Moorings